# Oktiabrskii (Republica Bașchiria)
Oktiabrski (ru. Октябрьский) este un oraș din Republica Bașchiria, Federația Rusă, cu o populație de 108.647 locuitori.
1. ↑   http://www.gks.ru/scripts/db_inet2/passport/table.aspx?opt=80735000200620072008200920102011 Lipsește sau este vid: |title= (ajutor)